# Hearts2Hearts
Hearts2Hearts(하츠투하츠)는 SM 엔터테인먼트 소속의 대한민국의 8인조 걸 그룹이다. 약자로는 H2H로 표기한다.

## 구성원
| 이름   | 소개 |
| ------ | --- |
| 지우   | - 이름 : 최지우 (崔志宇) - 생년월일 : 2006년 9월 7일(18세) - 국적 : 대한민국 - 활동기간 : 2025년 2월 24일 ~ 현재          |
| 카르멘 | - 이름 : 뇨만 아유 카르메니타 - 생년월일 : 2006년 3월 28일(19세) - 국적 : 인도네시아 - 활동기간 : 2025년 2월 24일 ~ 현재  |
| 유하   | - 이름 : 유하람 (柳하람) - 생년월일 : 2007년 4월 12일(18세) - 국적 : 대한민국 - 활동기간 : 2025년 2월 24일 ~ 현재         |
| 스텔라 | - 이름 : 김다현 (金多絢) - 생년월일 : 2007년 6월 18일(18세) - 국적 : 대한민국, 캐나다 - 활동기간 : 2025년 2월 24일 ~ 현재 |
| 주은   | - 이름 : 김주은 (金主恩) - 생년월일 : 2008년 12월 3일(16세) - 국적 : 대한민국 - 활동기간 : 2025년 2월 24일 ~ 현재         |
| 에이나 | - 이름 : 노유나 (盧惟娜) - 생년월일 : 2008년 12월 20일(16세) - 국적 : 대한민국 - 활동기간 : 2025년 2월 24일 ~ 현재        |
| 이안   | - 이름 : 정이안 (鄭以安) - 생년월일 : 2009년 10월 9일(15세) - 국적 : 대한민국 - 활동기간 : 2025년 2월 24일 ~ 현재         |
| 예온   | - 본명 : 김나연 (金奈延) - 생년월일 : 2010년 4월 19일(15세) - 국적 : 대한민국 - 활동기간 : 2025년 2월 24일 ~ 현재         |

## 음반

### 싱글
- 《The Chase》 (2025)
- 《STYLE》 (2025)

### EP
- 《미정》 (2025)

## 수상 목록

### 가요 프로그램 1위
| 연도            | 수상 내역 (총 1회)                                                 |
| --------------- | ------------------------------------------------------------------ |
| 2025년 (총 1회) | - The Chase (총 1회) - 3월 11일 SBS M 《더 쇼 시즌7》 더 쇼 초이스 |

### 시상식
- 2025년 《2025 아시아 스타 엔터테이너 어워즈》 가수 부문 더 베스트 뉴 아티스트상
- 2025년 제34회 서울가요대상 여자 신인상